# کوستاس کارامانلیس
کوستاس کارامانلیس (یونانی: Κωνσταντίνος Αλεξάνδρου Καραμανλής؛ زاده ۱۴ سپتامبر ۱۹۵۶) یک سیاست‌مدار اهل یونان است.